# Joel Riddez
Joel Michel Riddez (Stoccolma, 21 maggio 1980) è un allenatore di calcio ed ex calciatore svedese, di ruolo difensore.

## Carriera

### Giocatore

#### Club
Riddez ha iniziato a giocare a calcio a livello professionistico con la maglia del Djurgården. Nel 2001, si è trasferito in prestito all'Assyriska, che ne ha successivamente riscattato il cartellino. In seguito, è stato acquistato dall'Örebro, con cui ha esordito il 5 aprile 2004, nella sconfitta casalinga per 5 a 2 contro l'Halmstad, sostituendo Magnus Samuelsson. Il 18 luglio dello stesso anno, ha realizzato la prima rete per la sua nuova squadra, fissando sul tre a tre finale la sfida contro il Sundsvall. Dopo aver collezionato 96 apparizioni ed 8 reti per l'Örebro, ha deciso di lasciare il paese natio per trasferirsi nella confinante Norvegia.
È stato infatti ingaggiato dallo Strømsgodset, squadra nella quale ha effettuato il suo debutto nella Tippeligaen il 30 marzo 2008, quando il suo club è stato sconfitto 1 a 0 dal Viking. Il 30 agosto 2009, ha realizzato la sua prima rete per il Godset, nella vittoria per 3 a 1 sull'Odd Grenland: Riddez ha segnato la seconda marcatura, mentre le altre due sono state siglate da Marcus Pedersen e Fredrik Nordkvelle.
A partire dalla stagione 2011 è tornato al Djurgården, squadra per cui ha firmato un contratto triennale. Nel 2014, è stato ingaggiato dal Frej.

### Allenatore
Template:Calciatori svedesi

## Palmarès

### Giocatore

#### Club
- Coppa di Norvegia: 1

Strømsgodset: 2010